# Come to the Stable
Come to the Stable is een Amerikaanse komedie-dramafilm in zwart-wit uit 1949 onder regie van Henry Koster. De film is gebaseerd op een waargebeurd verhaal dat later werd opgeschreven door Clare Boothe Luce en werd destijds in Nederland uitgebracht onder de titel Met heilig geweld.

## Verhaal
De twee zusters Margaret en Scholastica arriveren op een winternacht in het dorpje Bethlehem in New England en ontmoeten Amelia Potts, een schilder van religieuze afbeeldingen. De zusters kondigen aan dat ze daar een ziekenhuis komen bouwen, en zuster Margaret legt uit dat ze tijdens de oorlog de leiding had over een kinderziekenhuis in Normandië, alwaar ze na het meemaken van verscheidene gruwelen aan God zwoer om naar de Verenigde Staten terug te keren om een kinderziekenhuis te bouwen. Ze koos daarop Bethlehem als locatie, nadat ze het dorpje zag uitgebeeld op een van Potts' religieuze afbeeldingen.
Margaret en Scholastica hopen het ziekenhuis op een heuvel te bouwen, maar buurman en tevens componist Bob Masen vertelt hen dat de heuvel eigendom is van Luigi Rossi uit New York. De zusters zoeken Rossi op in New York alwaar hij hen vertelt dat hij van plan is een bejaardentehuis te bouwen op de heuvel. De zusters en Rossi raken niettemin aan de praat en al gauw komen ze tot de ontdekking dat Rossi's zoon is omgekomen op het strijdveld in Normandië. Rossi voelt een connectie met de nonnen en deelt hij mee dat, als ze een glas-in-loodraam in het ziekenhuis plaatsen ter nagedachtenis aan zijn zoon, het land van hen is.
Een hoge aankoopprijs van een hypotheek dreigt roet in het eten te gooien, maar ook hier vinden de nonnen een gepaste oplossing voor: een groep nonnen reizen af naar het dorpje om gezamenlijk het benodigde geldbedrag in te zamelen. Met de hulp van Bob lukt het hen uiteindelijk om een tijdelijk ziekenhuis te bouwen.

## Rolverdeling
| Acteur          | Personage          |
| --------------- | ------------------ |
| Loretta Young   | Zuster Margaret    |
| Celeste Holm    | Zuster Scholastica |
| Elsa Lanchester | Amelia Potts       |
| Hugh Marlowe    | Robert Masen       |
| Thomas Gomez    | Luigi Rossi        |
| Dorothy Patrick | Kitty              |
| Basil Ruysdael  | de bisschop        |
| Dooley Wilson   | Anthony James      |
| Regis Toomey    | Monsignor Talbot   |
| Mike Mazurki    | Sam                |

## Ontvangst
De film viel goed in de smaak bij de Amerikaanse pers en werd genomineerd voor zeven Oscars en een Golden Globe, maar viel niet in de prijzen. Ook in Nederland waren de reacties overwegend positief.
Recensent van het Algemeen Handelsblad uitte bewondering voor de "zeer geraffineerde schrijfster" Clare Boothe Luce en schreef dat regisseur Henry Koster niet voor haar onderdoet: "Met een meeslepend meesterwerk als Capra's It's a Wonderful Life kan [deze film] zich niet meten, hoewel ook hier de menselijk goedheid in luchtige termen wordt verheerlijkt: het sprankje tederheid en ontroering, at Capra groot heeft gemaakt, zal men er echter niet vinden. Dit verhaal is nuchterder, bij al zijn opgewekte fantasie, die een hele reeks vermakelijke momenten heeft voortgebracht. [..] Celeste Holm en Loretta Young spelen de sportieve kloosterzusters met 'blijde ogen en grappige geagiteerde gebaartjes, maar veel grappiger is Elsa Lanchester. [..] Al met al een amusante vertoning."
Criticus van De Waarheid schreef dat de film "een paar aardige momenten heeft, maar door haar sentimentaliteit en uiterlijk effect haar Hollywoodse afkomst niet verloochent." Recensent van De Maasbode klaagde over dat de film dient als "weinig doeltreffende propaganda" voor een christelijk godsdienst, maar noemde het ook "een scherp observerende, charmante, het hart verwarmende film, waarin humor en gevoeligheid elkaar in toenemend tempo afwisselen en in het evenwicht houden al is het slot misschien al te optimistisch." Criticus van De Volkskrant noemde het "een sympathiek en beminnelijk filmverhaal, dat het bioscoopprogramma op onschuldige wijze opfleurt. [..] De manier waarop de twee kostelijke nonnetjes het christendom belijden is zo onzinnig en ontwapenend, dat men er oprecht plezier aan beleeft."
Na de release stond enkele tijd een vervolgfilm genaamd A Spark in the Night in de planning, waarin de zusters Margaret en Scholastica naar Japan zouden reizen om hulp te bieden aan slachtoffers van de atoombommen op Hiroshima en Nagasaki. Deze film werd echter nooit gemaakt.

## Prijzen en nominaties
| Jaar | Prijs                          | Categorie                | Genomineerde(n)                                               | Uitslag     |
| ---- | ------------------------------ | ------------------------ | ------------------------------------------------------------- | ----------- |
| 1950 | Oscars                         | Beste Actrice            | Loretta Young                                                 | Genomineerd |
| 1950 | Oscars                         | Beste Vrouwelijke Bijrol | Celeste Holm                                                  | Genomineerd |
| 1950 | Oscars                         | Beste Vrouwelijke Bijrol | Elsa Lanchester                                               | Genomineerd |
| 1950 | Oscars                         | Beste Verhaal            | Clare Boothe Luce                                             | Genomineerd |
| 1950 | Oscars                         | Beste Camerawerk         | Joseph LaShelle                                               | Genomineerd |
| 1950 | Oscars                         | Beste Productieontwerp   | Lyle R. Wheeler, Joseph C. Wright, Thomas Little, Paul S. Fox | Genomineerd |
| 1950 | Oscars                         | Beste Originele Nummer   | Alfred Newman, Mack Gordon                                    | Genomineerd |
| 1950 | Golden Globes                  | Beste Film - Drama       | Come to the Stable                                            | Genomineerd |
| 1950 | Writers Guild of America Award | Beste Scenario           | Oscar Millard, Sally Benson                                   | Genomineerd |